# ヘンリー・H・ファウラー
ヘンリー・ハミル・ファウラー（Henry Hammill Fowler, 1908年9月5日 - 2000年1月3日）は、アメリカ合衆国の政治家、弁護士。リンドン・ジョンソン政権にて第58代アメリカ合衆国財務長官を務めた。

## 経歴
1908年9月5日にバージニア州ロアノークに誕生する。1929年にロアノーク大学を卒業し、1932年にはイェール大学法律学校から法学位を得る。
ファウラーは1934年にテネシー川流域開発公社（TVA）の法律スタッフに加わる。そこでテネシー川流域開発計画の合憲性を確立する為、4年に渡って行われた訴訟に従事した。1939年までにTVAの主任弁護士補佐となり、その後上院教育労働委員会の小委員会主任弁護士を務めた。
1941年から1944年まで彼は生産管理局及び戦時生産委員会の主任弁護士補佐を務めた。その後1944年から1945年までイギリスとドイツで勤務し、第二次世界大戦が終わると個人の弁護士業を始める。その後1951年に再び政府の業務に加わり、朝鮮戦争における軍の動員に従事した。この間に全国生産局、防衛生産局、防衛動員局の管理者及び国家安全保障会議のメンバーを務めた。
1958年から1961年まで金銭信用委員会のメンバーを務め、1960年から1961年までブルッキングズ研究所の政府資金国家委員会のメンバーを務めた。ロアノーク大学及びヴァージニア監督管区米国聖公会基金の管財人であった。
1961年2月3日から1964年4月10日まで財務長官の下で勤務し、その後はワシントンD.C.でファウラー・レフ・ホウズ・アンド・サイミントン法律事務所を開設する。
1965年に財務長官に就任し、1968年まで同職を務めた。彼は1968年に金取引のための2層システムを組織し、1967年から1968年の国際協定に参加した。その国際協定は「特別引出権」と呼ばれる新しい国際的な通貨準備システムを作成した。
財務省を去った後は、ニューヨークのゴールドマン・サックスにパートナーとして加わった。